# Mistrzostwa Świata w Biegach Górskich 2011
27. Mistrzostwa Świata w Biegach Górskich – międzynarodowe zawody lekkoatletyczne, które odbyły się w Tiranie w niedzielę 11 września 2011.
Zawody były pierwszą imprezą o randze mistrzostw świata, która odbyła się w Albanii. Podczas otwarcia zawodów przemawiał m.in. premier Sali Berisha. W czasie imprezy zdecydowano, że w 2013 mistrzostwa w biegach górskich odbędą się w Krynicy-Zdroju.

## Rezultaty

### Mężczyźni
| Konkurencja:   | 1. miejsce                                                                        | Rezultat | 2. miejsce                                                           | Rezultat | 3. miejsce                                                                     | Rezultat |
| Bieg seniorów  | Max King                                                                          | 52:06    | Ahmet Arslan                                                         | 52:41    | Martin Dematteis                                                               | 52:57    |
| Seniorzy druż. | Włochy · Martin Dematteis · Bernard Dematteis · Marco De Gasperi · Gabriele Abate | 26 pkt.  | Turcja · Ahmet Arslan · Ercan Muslu · Adem Karatas · Mehmet Akkoyun  | 65 pkt.  | Francja · Didier Zago · Julien Rancon · Guillaume Fontaine · Renuad Jaillardon | 77 pkt.  |
| Bieg juniorów  | Adem Karagoz                                                                      | 37:01    | Saul Rodriguez                                                       | 37:40    | Murat Orak                                                                     | 38:05    |
| Juniorzy druż. | Turcja · Adem Karagoz · Murat Orak · Sönmez Dag                                   | 12 pkt.  | Polska · Bartłomiej Przedwojewski · Tomasz Grycko · Rafał Matuszczak | 22 pkt.  | Włochy · Cesare Maestri · Dylan Titon · Andrea Pellissero                      | 32 pkt.  |

### Kobiety
| Konkurencja:   | 1. miejsce                                                    | Rezultat | 2. miejsce                                                 | Rezultat | 3. miejsce                                                     | Rezultat |
| Bieg seniorek  | Kasie Enman                                                   | 40:39    | Jelena Ruchłiada                                           | 41:47    | Marie-Laure Dumergues                                          | 42:23    |
| Seniorki druż. | Włochy · Ornella Ferrara · Antonella Confortola · Alice Gaggi | 24 pkt.  | Czechy · Pavia Schorna · Ivana Sekyrova · Tatana Metelkova | 32 pkt.  | Wielka Brytania · Lizzie Adams · Emma Clayton · Mary Wilkinson | 44:19    |
| Bieg juniorek  | Lea Einfalt                                                   | 20:23    | Cesminaz Yilmaz                                            | 20:36    | Denisa Dragomir                                                | 20:44    |
| Juniorki druż. | Turcja · Cesminaz Yilmaz · Sevitay Eytemiz                    | 6 pkt.   | Rumunia · Denisa Dragomir · Alina Ioana Dan                | 11 pkt.  | Słowenia · Lea Einfalt · Eva Aljancic                          | 14 pkt.  |

## Klasyfikacja medalowa
| Miejsce | Reprezentacja     | Złoto | Srebro | Brąz | Razem |
| 1.      | Turcja            | 3     | 3      | 1    | 7     |
| 2.      | Włochy            | 2     | 0      | 2    | 4     |
| 3.      | Stany Zjednoczone | 2     | 0      | 0    | 2     |
| 4.      | Słowenia          | 1     | 0      | 1    | 2     |
| 5.      | Rumunia           | 0     | 1      | 1    | 2     |
| 6.      | Czechy            | 0     | 1      | 0    | 1     |
| 6.      | Kolumbia          | 0     | 1      | 0    | 1     |
| 6.      | Polska            | 0     | 1      | 0    | 1     |
| 6.      | Rosja             | 0     | 1      | 0    | 1     |
| 10.     | Francja           | 0     | 0      | 2    | 2     |
| 11.     | Wielka Brytania   | 0     | 0      | 1    | 1     |